# Пеллагра
Пелла́гра (от итал. pelle agra «шершавая кожа») — заболевание, вызванное недостатком никотиновой кислоты или её предшественника триптофана и рядом других сопутствующих причин.

## История
Первое описание болезни, которую испанские крестьяне называли mal de la rosa, в 1735 году даёт испанец Касаль (Gaspar Casal). В 1771 году Фраполли (Frapolli) описал её в Милане и впервые ввёл в медицинскую литературу народное название «пеллагра» — от итал. pelle и agra, указывающее на изменения кожи при этой болезни.
В XIX веке это заболевание часто встречалось среди населения районов, где в качестве основного пищевого продукта употреблялась кукуруза, и было характерно для сельского населения Испании, Италии, Франции, Австро-Венгрии, а также американского Юга. Если в рационе питания не хватает фруктов и овощей, мяса и молока, а диета в основном состоит из продуктов, богатых крахмалом, то эта болезнь получает распространение. Так, для Ирландии в XVIII веке главным «хлебом насущным» стал картофель, а для многих стран южной Европы — кукуруза. Последствием этого было распространение болезней, вызванных употреблением однообразной пищи и недостатком витаминов.
Американский профессор Джозеф Гольдбергер в 1916 году решил установить, является ли пеллагра инфекционной болезнью, или же она относится к авитаминозам. Для этого Гольдбергер и пятнадцать его коллег поставили опыт на себе. Они взяли материал от больных пеллагрой — кровь, выделения из носа и рта, кожные чешуйки — и в течение месяца подмешивали к своей пище. Никто из врачей не заболел пеллагрой, что опровергло мнение о её инфекционной природе.
Витаминолог Симон Михайлович Рысс, основываясь на своих исследованиях в блокадном Ленинграде, считал, что пеллагра относится к болезням множественной витаминной недостаточности.
До сих пор распространено в Южной Америке и Африке, а также среди хронических алкоголиков.
Проявления пеллагры описаны в романе А. И. Солженицына «Архипелаг ГУЛАГ», в повести В. Т. Шаламова «Перчатка, или КР-2», в романе Е. С. Гинзбург «Крутой маршрут», в мемуарах Е. А. Керсновской «Сколько стоит человек?». 

## Патогенез
Пеллагра может развиться по нескольким причинам:
- основная причина связана с нехваткой никотиновой кислоты (провитамин[9]) или никотинамида, причиной которой могут быть:

- недостаток никотиновой кислоты и её производных в съедаемой пище вследствие недостаточного питания или всасывания из-за патологий ЖКТ;
- недостаток никотиновой кислоты и её производных в съедаемой пище вследствие неполноценного питания, зерновые содержат ниацитин, ниациноген и связанные формы никотиновой кислоты — ни один из них не усваивается и не участвует в образовании никотинамидных коферментов — НАД и НАДФ;
- при повышенном расходе или нарушении метаболизма никотиновой кислоты в организме при некоторых длительно протекающих патологических процессах в организме;
- недостаточное поступление с пищей триптофана, из которого в организме может синтезироваться незначительно ниацин (триптофан → кинуренин → 3-оксикинуренин[англ.] → 3-оксиантраниловая кислота[англ.] → хинолиновая кислота[англ.] → ниацин[9][12]);
- повышенное поступление с пищей лейцина, ингибирующего биосинтез НАДФ;
- низкое содержание в организме коферментов пиридоксина — пиридоксальфосфата и пиридоксаминфосфата[англ.].

Изменения в метаболизме белков также могут вызвать «пеллагроподобные» симптомы. Примером тому служит карциноидный синдром — болезнь, при которой карциноидные опухоли производят избыточный серотонин. У здоровых людей только один процент пищевого триптофана преобразуется в серотонин; однако у пациентов с карциноидным синдромом это значение может увеличиваться до 70 процентов. Увеличение потребления триптофана на создание серотонина у пациентов с метастазовыми опухолями может вызвать нехватку триптофана. Таким образом, карциноидный синдром может вызвать сокращение синтеза белков, нехватку никотиновой кислоты и клинические проявления пеллагры.

## Симптомы

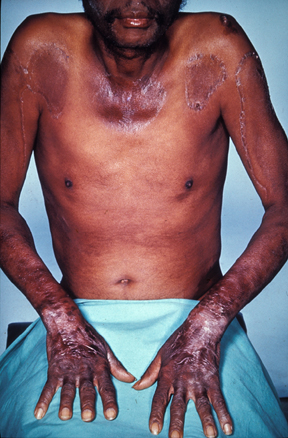
Характерные дерматологические симптомы пеллагры включают десквамацию эпителия и кератоз подверженных воздействию солнечного излучения участков кожи

Классическое название пеллагры — «болезнь трёх Д» — диарея, дерматит, деменция. (В англоязычной литературе иногда добавляют четвёртую «Д» — смерть англ. Death).
Также симптомами являются:
- Фотодерматоз;
- Агрессивность;
- Дерматит, алопеция, эдема;
- Глоссит;
- Поражение кожи;
- Бессонница;
- Слабость;
- Растерянность;
- Атаксия, паралич конечностей, периферический неврит;
- Диарея;
- Дилатационная кардиомиопатия;
- Деменция.

## Профилактика
Обучение правилам полноценного, сбалансированного питания, доступность такого питания населению. Применение кукурузной муки с известковой водой, что способствует трансформации связанной в ней никотиновой кислоты в усвояемую форму, добавление никотиновой кислоты в муку и крупы при их производстве, особенно в высокоочищенные первого и высшего сортов.

## Лечение
Начинается с устранения причин, вызвавших авитаминоз. Лекарством является никотинамид — активный продукт метаболизма ниацина. Частота и доза применения никотинамида зависят от состояния пациента. Лечебная высокобелковая (животного происхождения) диета богатая легкоусвояемыми никотиновой кислотой и триптофаном.
Советский врач Лев Александрович Зильбер разработал против пеллагры дрожжевой препарат из ягеля.

## Прогноз
Без лечения болезнь может убить в течение 4—5 лет. При присоединении психических проявлений болезни, возможны остаточные явления со стороны ЦНС после излечения.

## Пеллагра у животных

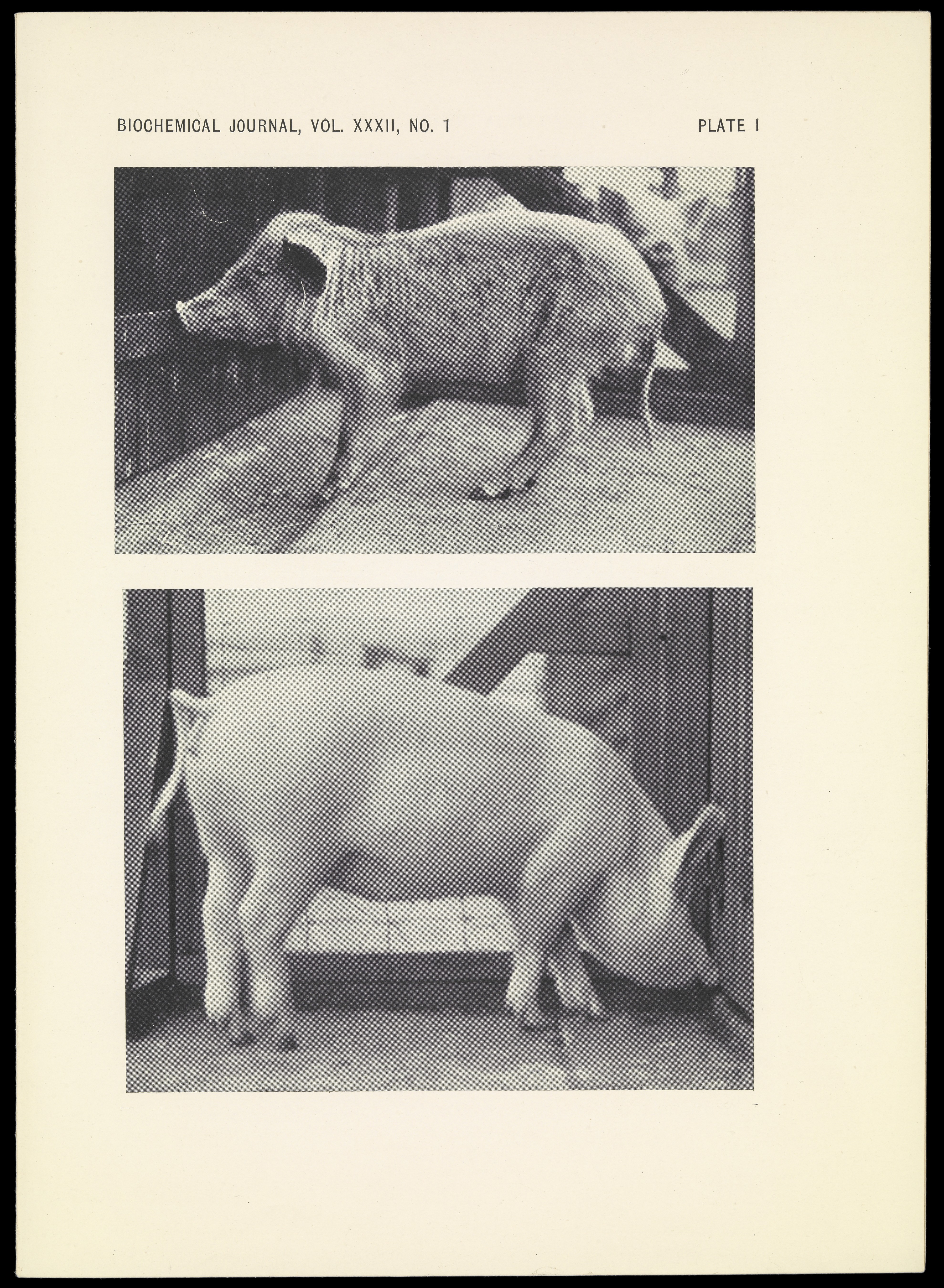
Сверху свинья, содержавшаяся на кукурузной диете без витаминных добавок

Чаще всего данное заболевание отмечается у цыплят, поросят и собак, реже у животных других видов. Как и у человека, самый яркий признак пеллагры — дерматит. У поросят процесс начинается с эритемы, затем образуются просовидные узелки, которые быстро превращаются в пузырьки с серозно-гнойным содержимым, подсыхающим в виде коричневого цвета корочек. В желудочно-кишечном тракте у свиней находили некроз и изъявления лимфатических фолликулов, атрофические процессы желудка и тонкого кишечника, геморрагические и дифтеритрические колиты. У цыплят ухудшается оперение, на коже ног, около глаза и клюва появляются чешуйки в избыточном количестве, признаки гиперкератоза.
У свиней, собак и птиц низкая усвояемость никотиновой кислоты из кишечника.
Болезнь возникает в результате недостатка или отсутствия в организме животного никотиновой кислоты и её амида, а также аминокислоты триптофана. Гиповитаминоз РР может развиваться при недостаточном количестве в рационе богатых триптофаном белков, особенно при скармливании кукурузы и кукурузного зерна в большом количестве, при одностороннем высококонцентрированном кормлении, а также при даче варёного картофеля свиньям и собакам.